# Habilidad
Habilidades son destrezas que una persona tiene para realizar varias acciones. Incluyen habilidades comunes, como caminar, y habilidades raras, como hacer un salto doble hacia atrás. Habilidades son capacidades inteligentes: están guiadas por la intención de la persona y ejecutarlas con éxito resulta en una acción, lo que no es cierto para todo tipo de capacidades. Por extensión, el término designa la cualidad de una persona capacitada para llevar a cabo esta acción. Lo que se conoce en conjunto como habilidades. Están estrechamente relacionadas, pero no son idénticas, a varios otros conceptos, como disposición, know-how, aptitud, talento y potencial.
Teorías de habilidad tienen como objetivo articular la naturaleza de habilidades. Tradicionalmente, el análisis condicional ha sido el enfoque más popular. Según él, tener una habilidad significa que uno realizaría la acción en cuestión si intentara hacerlo. Desde este punto de vista, Michael Phelps tiene la habilidad de nadar 200 metros en menos de 2 minutos porque lo haría si lo intentara. Este enfoque ha sido criticado de varias maneras. Algunos contraejemplos involucran casos en los que el agente es físicamente capaz de hacer algo pero no puede intentarlo, debido a una fuerte aversión. Para evitar estos y otros contraejemplos, se han propuesto varios enfoques alternativos. Teorías modales de habilidad, por ejemplo, se centran en lo que es posible para el agente hacer. Otras sugerencias incluyen definir habilidades en términos de disposiciones y potenciales.
Una distinción importante con respecto a habilidades es entre habilidades generales y habilidades específicas. Las habilidades generales son habilidades que posee un agente independientemente de su situación, mientras que las habilidades específicas se refieren a lo que un agente puede hacer en una situación específica. Así, aunque un pianista experto siempre tiene la habilidad general de tocar varias piezas de piano, carece de la correspondiente habilidad específica en una situación en la que no hay un piano. Otra distinción se refiere a la cuestión de si la realización exitosa de una acción por accidente cuenta como tener la habilidad correspondiente. En este sentido, un hacker amateur puede tener la habilidad efectiva de hackear la cuenta de correo electrónico de su jefe, porque puede tener suerte y adivinar la contraseña correctamente, pero no tiene la correspondiente habilidad transparente, ya que no puede hacerlo de manera confiable. Hay habilidades intelectuales o "sensoriomotriz" que son innatas. Estas se denominan «habilidades naturales» y se distinguen de las aprendidas en que se manifiestan espontáneamente en todas las actividades que el individuo realice. Aunque estas deben desarrollarse mediante el entrenamiento.
El concepto de habilidades y cómo deben entenderse es relevante para varios campos relacionados. El libre albedrío, por ejemplo, suele entenderse como la habilidad de hacer otra cosa. El debate entre el compatibilismo y el incompatibilismo se refiere a la cuestión de si esta habilidad puede existir en un mundo gobernado por leyes deterministas de la naturaleza. La autonomía es un concepto estrechamente relacionado, que puede definirse como la habilidad de los agentes individuales o colectivos para gobernarse a sí mismos. Si un agente tiene la habilidad de realizar una determinada acción es importante para saber si tiene la obligación moral de realizar esta acción. Si la posee, puede ser moralmente responsable de realizarla o de no realizarla. Al igual que en el debate sobre el libre albedrío, también es relevante si tenía la habilidad de hacer otra cosa. Una teoría prominente de conceptos y posesión de conceptos entiende estos términos en relación con habilidades. Según ella, se requiere que el agente posea tanto la habilidad de discriminar entre casos positivos y negativos como la habilidad de hacer inferencias a conceptos relacionados.

## Definición y campo semántico
Las habilidades son poderes que un agente tiene para realizar varias acciones. Algunas habilidades son muy comunes entre los agentes humanos, como la habilidad de caminar o de hablar. Otras habilidades solo son poseídas por unos pocos, como la habilidad de realizar un salto doble hacia atrás o de demostrar el teorema de incompletitud de Gödel. Aunque todas las habilidades son poderes, lo contrario no es cierto, es decir, hay algunos poderes que no son habilidades. Este es el caso, por ejemplo, de los poderes que no son poseídos por los agentes, como el poder de la sal para disolverse en agua. Pero algunos poderes que poseen los agentes tampoco constituyen habilidades. Por ejemplo, el poder de entender francés no es una habilidad en este sentido, ya que no implica una acción, en contraste con la habilidad de hablar francés. Esta distinción depende de la diferencia entre acciones y no acciones. Las acciones suelen definirse como eventos que un agente realiza con un propósito y que están guiados por la intención de la persona, en contraste con el mero comportamiento, como los reflejos involuntarios. En este sentido, habilidades pueden considerarse poderes inteligentes. El término «habilidad» proviene del latín habilis, que inicialmente significaba «aquello que se puede tener». De allí que una persona hábil sea aquella que tiene facilidad para desempeñarse en un área específica.
Varios términos dentro del campo semántico del término "habilidad" se utilizan a veces como sinónimos, pero tienen connotaciones ligeramente diferentes. Disposiciones, por ejemplo, a menudo se equiparan con poderes y se diferencian de las habilidades en el sentido de que no están necesariamente vinculadas a agentes y acciones. Habilidades están estrechamente relacionadas con el know-how, como una forma de conocimiento práctico sobre cómo lograr algo. Pero se ha argumentado que estos dos términos pueden no ser idénticos, ya que el know-how pertenece más al lado del conocimiento de cómo hacer algo y menos al poder de hacerlo realmente. Los términos "aptitud" y "talento" generalmente se refieren a habilidades innatas excepcionales. Suelen utilizarse para expresar que un determinado grupo de habilidades puede adquirirse si se usa o entrena adecuadamente. 
Aunque la frontera puede ser difusa, no son lo mismo «conocimiento», «habilidad» y «competencia». Un conocimiento es un hecho o idea que se adquiere por estudio, observación o experiencia. Una habilidad es un conocimiento que se adquiere para llevar a cabo una tarea, mientras que competencia es una habilidad requerida para resolver con pericia una actividad compleja. Otro concepto relacionado es la «destreza». Destreza es la capacidad de actuar con acierto en la ejecución de una actividad, y se diferencia de la «habilidad» en que esta es el conjunto de conocimientos requeridos para llevar a cabo esta tarea. Metafóricamente hablando, «habilidad es la ciencia y destreza, el arte». El conjunto de todas las habilidades, destrezas y competencias conforman la inteligencia humana. El antónimo de "habilidad" es "inhabilidad".

## Teorías de habilidad
Se han propuesto varias teorías de las características esenciales de habilidades. El análisis condicional es el enfoque tradicionalmente dominante. Define habilidades en términos de lo que uno haría si tuviera la voluntad de hacerlo. Para las teorías modales de habilidad, en cambio, tener una habilidad significa que el agente tiene la posibilidad de ejecutar la acción correspondiente. Otros enfoques incluyen la definición de habilidades en términos de disposiciones y potenciales. Aunque todos los conceptos utilizados en estos diferentes enfoques están estrechamente relacionados, tienen connotaciones ligeramente diferentes, que a menudo se vuelven relevantes para evitar varios contraejemplos.

### Análisis condicional
El análisis condicional de habilidad es el enfoque tradicionalmente dominante. A menudo se remonta a David Hume y define habilidades en términos de lo que uno haría si quisiera, intentara o tuviera la voluntad de hacerlo. Se articula en forma de una expresión condicional, por ejemplo, como "S tiene la habilidad de A si y solo si S haría A si S intentara A". Desde este punto de vista, Michael Phelps tiene la habilidad de nadar 200 metros en menos de 2 minutos porque lo haría si lo intentara. La persona promedio, por otro lado, carece de esta habilidad porque fracasaría si lo intentara. Versiones similares hablan de tener una volición en lugar de intentarlo. Esta visión puede distinguir entre la habilidad de hacer algo y la posibilidad de que uno haga algo: solo tener la habilidad implica que el agente puede hacer que algo ocurra según su voluntad. Esta definición de habilidad está estrechamente relacionada con la definición de libertad de Hume como "un poder de actuar o no actuar, según las determinaciones de la voluntad". Pero a menudo se argumenta que esto es diferente de tener un libre albedrío en el sentido de la habilidad de elegir entre diferentes cursos de acción.
Este enfoque ha sido criticado de varias maneras, a menudo citando supuestos contraejemplos. Algunos de estos contraejemplos se centran en casos en los que una habilidad está realmente ausente aunque estaría presente según el análisis condicional. Este es el caso, por ejemplo, si alguien es físicamente capaz de realizar una determinada acción, pero, tal vez debido a una fuerte aversión, no puede formar la voluntad de realizar esta acción. Así, según el análisis condicional, una persona con aracnofobia tiene la habilidad de tocar una araña atrapada porque lo haría si lo intentara. Sin embargo, a fin de cuentas, no tiene esta habilidad, ya que su aracnofobia hace que sea imposible para ella intentarlo. Otro ejemplo involucra una mujer atacada en una calle oscura que habría gritado si lo hubiera intentado, pero estaba demasiado paralizada por el miedo para intentarlo. Una manera de evitar esta objeción es distinguir entre los requisitos psicológicos y no psicológicos de habilidades. El análisis condicional puede utilizarse entonces como un análisis parcial aplicado solo a los requisitos no psicológicos.
Otra forma de crítica involucra casos en los que la habilidad está presente aunque estaría ausente según el análisis condicional. Este argumento puede centrarse en la idea de que tener una habilidad no asegura que todas y cada una de sus ejecuciones sean exitosas. Por ejemplo, incluso un buen golfista puede fallar un putt fácil en una ocasión. Esto no significa que carece de la habilidad de hacer este putt, pero eso es lo que sugiere el análisis condicional, ya que lo intentó y falló. Una respuesta a este problema es atribuir al golfista la habilidad general, como se discute a continuación, pero negarle la habilidad específica en este caso particular.

### Enfoque modal
Teorías modales de habilidad no se centran en lo que el agente haría en ciertas circunstancias, sino en lo que es posible para el agente hacer. Esta posibilidad se entiende a menudo en términos de mundos posibles. Desde este punto de vista, un agente tiene la habilidad de realizar una determinada acción si hay una manera completa y consistente de cómo podrían haber sido las cosas, en la que el agente realiza la acción correspondiente. Este enfoque capta fácilmente la idea de que un agente puede poseer una habilidad sin ejecutarla. En este caso, el agente no realiza la acción correspondiente en el mundo real, pero hay un mundo posible donde la realiza.
El problema con el enfoque descrito hasta ahora es que cuando el término "posible" se entiende en el sentido más amplio, muchas acciones son posibles aunque el agente realmente carece de la habilidad de realizarlas. Por ejemplo, al no conocer la combinación de la caja fuerte, el agente no tiene la habilidad de abrirla. Pero marcar la combinación correcta es posible, es decir, hay un mundo posible en el que, a través de un golpe de suerte, el agente logra abrir la caja fuerte. Debido a tales casos, es necesario añadir más condiciones al análisis anterior. Estas condiciones desempeñan el papel de restringir qué mundos posibles son relevantes para evaluar las atribuciones de habilidad. Estrechamente relacionado con esto está el problema inverso con respecto a las actuaciones afortunadas en el mundo real. Este problema se refiere al hecho de que un agente puede realizar con éxito una acción sin poseer la habilidad correspondiente. Así, un principiante en el golf puede golpear la pelota de una manera incontrolada y, por pura suerte, conseguir un hoyo en uno. Pero el enfoque modal parece sugerir que ese principiante tiene la habilidad correspondiente, ya que lo que es real también es posible.
Una serie de argumentos en contra de este enfoque se debe a Anthony Kenny, quien sostiene que varias inferencias sacadas en la lógica modal no son válidas para las atribuciones de habilidad. Estos fracasos indican que el enfoque modal no logra captar la lógica de las atribuciones de habilidad.
También se ha argumentado que, estrictamente hablando, el análisis condicional no es diferente del enfoque modal, ya que es solo un caso especial del mismo. Esto es cierto si las propias expresiones condicionales se entienden en términos de mundos posibles, como sugieren, por ejemplo, David Kellogg Lewis y Robert Stalnaker. En este caso, muchos de los argumentos dirigidos contra el enfoque modal pueden aplicarse igualmente al análisis condicional.

### Otros enfoques
El enfoque disposicional define habilidades en términos de disposiciones. Según una versión, "S tiene la habilidad de A en las circunstancias C si y solo si tiene la disposición a A cuando, en las circunstancias C, intenta A". Este punto de vista está estrechamente relacionado con el análisis condicional, pero difiere de él porque la manifestación de disposiciones puede ser impedida mediante la presencia de las llamadas masks y finks. En estos casos, la disposición todavía está presente aunque el condicional correspondiente es falso. Otro enfoque ve las habilidades como una forma de potencial para hacer algo. Esto es diferente de una disposición, ya que una disposición se refiere a la relación entre un estímulo y una manifestación que sigue cuando el estímulo está presente. Un potencial, por otro lado, se caracteriza solo por su manifestación. En el caso de habilidades, la manifestación se refiere a una acción.

## Tipos
Si es correcto atribuir una determinada habilidad a un agente a menudo depende del tipo de habilidad al que se refiere. Las habilidades generales tienen que ver con lo que los agentes pueden hacer independientemente de su situación actual, en contraste con las habilidades específicas. Para poseer una habilidad efectiva, es suficiente si el agente puede tener éxito a través de un accidente afortunado, lo que no es cierto para las habilidades transparentes.

### General y específico
Una distinción importante entre habilidades es entre habilidades generales y específicas, a veces también denominadas habilidades globales y locales. Las habilidades generales se refieren a lo que los agentes pueden hacer en general, es decir, independientemente de la situación en la que se encuentren. Pero las habilidades a menudo dependen para su ejecución de varias condiciones que deben cumplirse en las circunstancias dadas. En este sentido, el término "habilidad específica" se utiliza para describir si un agente tiene una habilidad en una situación específica. Así, aunque un pianista experto siempre tiene la habilidad general de tocar varias piezas de piano, carece de la correspondiente habilidad específica si está encadenado a una pared, si no hay un piano presente o si está muy drogado. En tales casos, no se cumplen algunas de las condiciones necesarias para utilizar la habilidad. Aunque este ejemplo ilustra un caso de una habilidad general sin una habilidad específica, lo contrario también es posible. A pesar de que la mayoría de las personas carecen de la habilidad general de saltar 2 metros de altura, pueden poseer la habilidad específica de hacerlo cuando se encuentran en un trampolín. La razón por la que carecen de esta habilidad general es que fracasarían en su ejecución en la mayoría de las circunstancias. Sería necesario tener éxito en una proporción adecuada de los casos relevantes para tener la habilidad general también, como sería el caso de un atleta de salto de altura en este ejemplo.
Parece que los dos términos son interdefinibles, pero hay desacuerdo sobre cuál es el término más básico. Así, una habilidad específica puede definirse como una habilidad general junto con una oportunidad. Tener una habilidad general, por otro lado, puede verse como tener una habilidad específica en varias situaciones relevantes. Se puede establecer una distinción similar no solo para el término "habilidad", sino también para el término más amplio "disposición". La distinción entre habilidades generales y específicas no siempre se establece explícitamente en la literatura académica. Aunque los debates suelen centrarse más en el sentido general, a veces se pretende el sentido específico. Esta distinción es relevante para varias cuestiones filosóficas, específicamente para la habilidad de hacer otra cosa en el debate sobre el libre albedrío. Si esta habilidad se entiende como una habilidad general, parece ser compatible con el determinismo. Pero esto no parece ser el caso si se trata de una habilidad específica.

### Efectivo y transparente
Otra distinción que a veces se encuentra en la literatura se refiere a la cuestión de si la realización exitosa de una acción por accidente cuenta como tener la habilidad correspondiente. Por ejemplo, un alumno de primer grado es capaz, en un sentido más débil, de recitar los primeros 10 dígitos de Pi en la medida en que es capaz de pronunciar cualquier permutación de los dígitos del 0 al 9. Sin embargo, no es capaz de hacerlo en un sentido más fuerte, ya que no ha memorizado el orden exacto. El sentido más débil a veces se denomina habilidades efectivas, en contraste con las habilidades transparentes que corresponden al sentido más fuerte. Por lo general, las atribuciones de habilidad se refieren al sentido más fuerte, pero no siempre es así. Por ejemplo, la frase "Usain Bolt puede correr 100 metros en 9,58 segundos" no suele interpretarse en el sentido de que Bolt puede, a voluntad, llegar a la meta exactamente en 9,58 segundos, ni más ni menos. En cambio, puede hacer algo que equivale a esto en un sentido más débil.

### Otros
Las habilidades pueden clasificarse según el campo o área en que se manifiestan. Ellas se dividen en: cognitivas, sociales y físicas. Las cognitivas son aquellas que involucran operaciones mentales; las sociales, aquellas que involucran relaciones humanas o comunicación con los demás y las físicas, aquellas que requieren coordinación motriz.
Las habilidades intelectuales o cognitivas son las aptitudes relacionadas con el procesamiento de la información. Estas implican el uso de la memoria, la atención, la percepción, la creatividad y el pensamiento abstracto.
Las habilidades sociales son las aptitudes relacionadas con la comunicación y las emociones. Tradicionalmente, estas se clasifican en: básicas, avanzadas, afectivas, alternativas a la agresión, hacer frente al estrés y planificación social.
Las habilidades motrices son las aptitudes relacionadas con la actividad física. No hay un consenso sobre su clasificación, aunque diferentes autores han hecho diversas propuestas. Algunas de las más relevantes son:
- cerradas y abiertas (E. C. Poulton en 1957),
- predominantemente habituales y predominantemente perceptivas (Barbara Knapp en 1963),
- entorno estable o inestable, cuerpo estable o movimiento (Ann Gentile en 1972),
- gruesas y finas (Bryant Cratty en 1973),
- persona y objeto inicialmente estáticos, persona estática y objeto en movimiento, persona en movimiento y objeto estático y persona y objeto inicialmente estáticos (Paul Fitts en 1975),
- básicas y específicas (Fernando Sánchez Bañuelos en 1975),
- autorreguladas, reguladas internamente y reguladas de forma mixta (Robert N. Singer en 1980),
- no definidas, semidefinidas y definidas (Jean-Pierre Famose en 1982).

## Desarrollo de habilidades
La adquisición y desarrollo de una habilidad no solo depende de la destreza, sino que también influyen el entrenamiento y requisitos internos como la motivación y la voluntad. Si alguien tiene una aptitud superior a la media para aprender una habilidad, se habla de «talento». En la infancia, el juego cumple una función crucial en el desarrollo de habilidades psicomotrices e intelectuales. A su vez, es fundamental en el desarrollo de las habilidades sociales.
Un factor importante para el desarrollo de habilidades es el sistema educativo. El cual, además de la adquisición de habilidades intelectuales, tiene como finalidad la obtención de habilidades útiles en el futuro ámbito laboral, el desarrollo de habilidades sociales, de trabajo en equipo y el fomento de valores.
El uso de habilidades, por otro lado, juega un papel central en la socialización de los individuos. Las mismas ayudan a encontrar y desarrollar un lugar en la sociedad, ya sea a través del trabajo o la práctica de un arte, afición o deporte. 

## Relación con otros conceptos
El concepto de habilidades es relevante para varios otros conceptos y debates. Los desacuerdos en estos campos suelen depender de cómo se entienden habilidades. En el debate sobre el libre albedrío, por ejemplo, una cuestión central es si el libre albedrío, cuando se entiende como la habilidad de hacer otra cosa, puede existir en un mundo gobernado por leyes deterministas de la naturaleza. El libre albedrío está estrechamente relacionado con la autonomía, que se refiere a la habilidad del agente de gobernarse a sí mismo. Otra cuestión se refiere a si alguien tiene la obligación moral de realizar una determinada acción y es responsable de hacerla o de no hacerla. Este asunto depende, entre otras cosas, de si el agente tiene la habilidad de realizar la acción en cuestión y de si podría haber hecho otra cosa. La teoría de habilidad de conceptos y de la posesión de conceptos define estos términos en función de dos habilidades: la habilidad de discriminar entre casos positivos y negativos y la habilidad de hacer inferencias a conceptos relacionados.

### Libre albedrío
El tema de habilidades desempeña un papel importante en el debate sobre el libre albedrío. Este debate suele centrarse en la cuestión de si la existencia del libre albedrío es compatible con el determinismo, el llamado compatibilismo, o no, el llamado incompatibilismo. El libre albedrío se define con frecuencia como la habilidad de hacer otra cosa, mientras que el determinismo puede definirse como la visión de que el pasado junto con las leyes de la naturaleza determinan todo lo que ocurre en el presente y en el futuro. El conflicto surge porque, si todo ya está fijado por el pasado, parece que no hay manera de que alguien pueda actuar de forma diferente a como lo hace, es decir, que no hay lugar para el libre albedrío. Tal resultado podría tener graves consecuencias, ya que, según algunas teorías, las personas no serían moralmente responsables de lo que hacen en tal caso.
Tener una teoría explícita de lo que constituye una habilidad es fundamental para decidir si el determinismo y el libre albedrío son compatibles. Diferentes teorías de habilidad pueden llevar a diferentes respuestas a esta pregunta. Se ha argumentado que, según una teoría disposicionalista de habilidad, el compatibilismo es verdadero, ya que el determinismo no excluye las disposiciones no manifestadas. Otro argumento a favor del compatibilismo se debe a Susan Wolf, quien sostiene que tener el tipo de habilidad relevante para la responsabilidad moral es compatible con el determinismo físico, ya que la habilidad de realizar una acción no implica que esta acción sea físicamente posible. Peter van Inwagen y otros han presentado argumentos a favor del incompatibilismo basados en el hecho de que las leyes de la naturaleza imponen límites a nuestras habilidades. Estos límites son tan estrictos en el caso del determinismo que las únicas habilidades que posee cualquier persona son las que realmente se ejecutan, es decir, no hay habilidades para hacer otra cosa de la que la persona realmente hace.

### Autonomía
La autonomía suele definirse como la habilidad de gobernarse a sí mismo. Puede atribuirse tanto a agentes individuales, como personas humanas, cuanto a agentes colectivos, como naciones. La autonomía está ausente cuando no hay ninguna fuerza inteligente que gobierne el comportamiento de la entidad, como en el caso de una roca simple, o cuando esta fuerza no pertenece a la entidad gobernada, como cuando una nación ha sido invadida por otra y ahora carece de la habilidad de gobernarse a sí misma. La autonomía a menudo se entiende en combinación con un componente racional, por ejemplo, como la habilidad del agente de apreciar las razones que tiene y de seguir la razón más fuerte. Robert Audi, por ejemplo, caracteriza la autonomía como el poder de controlarse a sí mismo mediante el uso de razones para guiar su comportamiento e influir en sus actitudes proposicionales.: 211–2  La autonomía también puede abarcar la habilidad de cuestionar las creencias y deseos de uno y de cambiarlos si es necesario. Algunos autores incluyen la condición de que las decisiones involucradas en el autogobierno no están determinadas de ninguna manera por fuerzas externas a uno mismo, es decir, que son una expresión pura de la propia voluntad que no está controlada por otra persona. En la tradición kantiana, la autonomía a menudo se equipara con la autolegislación, que puede interpretarse como el establecimiento de leyes o principios que deben seguirse. Esto implica la idea de que la habilidad de autogobierno no se ejerce solo caso por caso, sino que se asumen compromisos a largo plazo con principios más generales que rigen muchas situaciones diferentes.

### Obligación y responsabilidad
El tema de habilidades está íntimamente relacionado con los conceptos de responsabilidad y obligación. En cuanto a la obligación, el principio de que "el deber implica el poder" se cita a menudo en la literatura ética. Su formulación original se atribuye a Immanuel Kant. Afirma que un agente solo está moralmente obligado a realizar una determinada acción si es capaz de realizarla. Como consecuencia de este principio, no está justificado culpar a un agente por algo que estaba fuera de su control. Según este principio, por ejemplo, una persona sentada en la orilla no tiene la obligación moral de saltar al agua para salvar a un niño que se está ahogando cerca, y no se le debe culpar por no hacerlo, si no puede hacerlo debido a paraplejia.
El problema de la responsabilidad moral está estrechamente relacionado con la obligación. Una diferencia es que la "obligación" tiende a entenderse más en un sentido prospectivo en contraste con la responsabilidad retrospectiva. Pero estas no son las únicas connotaciones de estos términos. Un punto de vista común sobre la responsabilidad moral es que la habilidad de controlar el propio comportamiento es necesaria para que uno sea responsable de él. Esto suele vincularse a la tesis de que el agente tenía cursos de acción alternativos, es decir, que tenía la habilidad de hacer otra cosa.  Pero algunos autores, a menudo de la tradición incompatibilista, sostienen que lo que importa para la responsabilidad es actuar como uno elige, incluso si no había la habilidad de hacer otra cosa.
Una dificultad para estos principios es que nuestra habilidad de hacer algo en un momento determinado a menudo depende de haber hecho otra cosa antes. Así, una persona generalmente puede asistir a una reunión en 5 minutos si se encuentra en ese momento a solo unos metros del lugar planificado, pero no si está a cientos de kilómetros de distancia. Esto parece tener la consecuencia contraintuitiva de que las personas que han perdido su vuelo por negligencia no son moralmente responsables de su fracaso porque actualmente carecen de la capacidad correspondiente. Una forma de responder a este tipo de ejemplo es permitir que no se deba culpar la persona por su comportamiento 5 minutos antes de la reunión, sino que se debe culparla por su comportamiento anterior que le hizo perder el vuelo.

### Conceptos y posesión de conceptos
Los conceptos son los constituyentes básicos de pensamientos, creencias y proposiciones. Como tales, desempeñan un papel central en la mayoría de las formas de cognición. Una persona solo puede entretener una proposición si posee los conceptos involucrados en esta proposición. Por ejemplo, la proposición "wombats son animales" involucra los conceptos "wombat" y "animal". Alguien que no posee el concepto "wombat" todavía puede leer la oración, pero no puede entretener la proposición correspondiente. Hay varias teorías sobre cómo deben entenderse los conceptos y la posesión de conceptos. Una sugerencia prominente ve los conceptos como habilidades cognitivas de agentes. Los defensores de este punto de vista suelen identificar dos aspectos centrales que caracterizan la posesión de conceptos: la habilidad de discriminar entre casos positivos y negativos y la habilidad de sacar inferencias de este concepto a conceptos relacionados. Así, por un lado, una persona en posesión del concepto "wombat" debería ser capaz de distinguir los wombats de los no wombats (como árboles, reproductores de DVD o gatos). Por otro lado, esta persona debería ser capaz de señalar lo que se desprende del hecho de que algo es un wombat, por ejemplo, que es un animal, que tiene patas cortas o que tiene un metabolismo lento. Se suele considerar que estas habilidades deben poseerse en un grado significativo, pero que la perfección no es necesaria. Así, incluso algunas personas que no son conscientes de su metabolismo lento pueden contar como poseedores del concepto "wombat". Los opositores a la teoría de habilidad de los conceptos han argumentado que las habilidades de discriminación e inferencia son circulares, ya que presuponen la posesión de conceptos en lugar de explicarla. Tienden a defender relatos alternativos de conceptos, por ejemplo, como representaciones mentales o como objetos abstractos.